# Волчья Александровка
Волчья Александровка — село в Волоконовском районе Белгородской области России. Административный центр Волчье-Александровского сельского поселения.

## География
Село расположено в восточной части Белгородской области, в верхнем течении реки Волчьей (бассейн Северского Донца), близ границы с Украиной, в 18 км по прямой к западу от районного центра Волоконовки. Ниже по руслу реки Волчьей располагаются два населённых пункта с названиями, перекликающимися с первой частью данного составного топонима — хутора Волчий-Первый на том же берегу и Волчий-Второй на противоположном берегу реки. В 5 км по прямой к северо-западу от села, в соседнем Шебекинском районе, располагается населённый пункт с названием, перекликающимся со второй частью данного составного топонима — Александровка.
В самом Волоконовском районе имеется ещё два населённых пункта с перекликающимися названиями — Новоалександровка — в 3 км (между условными центрами населённых пунктов) по прямой к северо-востоку (выше по руслу и на противоположном берегу Волчьей); Александровка — в 28 км по прямой к востоко-юго-востоку (в верховьях реки под названием Голофеевский Сазан, притока Оскола).

## История

### Происхождение названия
Небольшая речка Волчья, которая впадала в (Северский) Донец, в старину была известна под названием «Волчьи воды». Такое название небольшого речного потока свидетельствует об обилии в былые времена в его бассейне волков, и несомненно дано было древними охотниками и рыболовами.
В 1760-е годы генерал-майор Александр Галицин приобрел плодородные чернозёмные угодья в долине реки «Волчьи воды» и основал слободу Александровку. Позднее поселение стало называться Волчья Александровка.
Таким образом, первая часть названия, «Волчья», объясняется расположением села на речке под названием Волчья. Вторая часть названия Александровка, скорей всего, — по имени одного из первых владельцев.

### Исторический очерк
Постоянные поселения людей в Волчьей Александровке появились в XVIII веке, на целый век позже, чем старейшие поселения по Осколу: отсутствие больших лесов, а также установившаяся слава опасных мест отваживали людей от поселения здесь на постоянной основе.
Местный краевед-учитель Л. Карабутов отыскал сведения о «вероятном» основании селения «крестьянами из Новооскольского уезда во второй половине XVIII века.
Волчья Александровка к концу 18 века (1791 год) принадлежала генерал-майору А.Б.Голицину, имя которого отразилось в названии села, а также значительная часть пашенной земли — помещикам: Щидловскому, Гаевскому, Селиванову (хутор Зеленый Клин).
В 1859 году — Валуйского уезда «слобода владельческая Александровка при речке Волчей» «между проселочными трактами на города Харьков и Старый Оскол» — появилась церковь.
В 1901 году помещиком Шидловским в селе построена каменная церковь в честь Покровов Пресвятой Богородицы.
В 1906 году была построена земская школа.
В начале 1930-х годов слобода Волче-Александровка — центр крупного сельского Совета в Волоконовском районе ЦЧО: слобода, поселок, совхоз и 7 довольно больших хуторов. Сельсовет сохранялся и в 1940, 1950, 1960, 1970-е годы.
В годы Великой Отечественной войны в церковном здании села располагался госпиталь, там же хранили зерно.
В 1951 году церковь была закрыта.
С конца 1960-х годов село стали именовать: Волчья-Александровка.
С 1957 года село оставалось центральной усадьбой колхоза «Ленинский призыв» (в 1992 году — 487 колхозников), выращивающего сахарную свеклу, зерно, овощи и производящего молоко и мясо.
В 1997 году Волчья-Александровка — центр Волчье-Александровского сельского округа (село и 6 хуторов) в Волоконовском районе.
7 октября 2012 года был открыт после реконструкции храм «Покрова Пресвятой Богородицы» (с сентября 1957 года по 2011 год в здании церкви располагался сельский клуб).

## Население
В 1859 году в слободе Волчьей Александровке было 84 двора, 784 жителя (369 мужского и 415 женского пола).
В 1932 году — 2213 жителей.
В 1979 году в селе был 871 житель, через 10 лет — 815 (346 мужчин, 469 женщин).
В 1997 году в селе насчитывалось 351 хозяйство, 1115 жителей.
| 1859 | 1897  | 2002 | 2010 |
| ---- | ----- | ---- | ---- |
| 784  | ↗1342 | ↘918 | ↘896 |